# Ligue royale belge d'athlétisme
La Ligue royale belge d'athlétisme (Néerlandais: Koninklijke Belgische Atletiekbond) est l'organisme fédéral qui organise l'athlétisme en Belgique depuis 1889, la seule fédération à être reconnue par l'Association européenne d'athlétisme et l'IAAF. Le sport étant devenu une compétence des communautés, elle est en fait divisée en deux fédérations linguistiques nettement séparées :
- pour la communauté flamande, la Vlaamse Atletiekliga ;
- pour la communauté française de Belgique, la Ligue belge francophone d'athlétisme.

Cette dernière s'est constituée en 1978 comme une association sans but lucratif, conformément aux dispositions du décret du Ministère de l'Éducation nationale et de la Culture française du 22 décembre 1977. Avant 1978, la LBFA et la VAL (Vlaamse Athletiekliga) ne formaient qu’une seule ligue. 
Son siège se situe dans la Maison de l'Athlétisme, stade Roi-Baudouin à Bruxelles et elle a deux coprésidents.